# Windows Phone Store
Windows Phone Store (anteriormente Windows Phone Marketplace) é uma plataforma de distribuição digital de aplicativos desenvolvida pela Microsoft para seu sistema operacional Windows Phone, que permite aos usuários navegar e fazer download de aplicativos que foram desenvolvidos por terceiros. Como grande parte dos novos produtos Windows, ele também apresenta o Modern UI, a interface do usuário é apresentado em uma vista panorâmica onde o usuário pode navegar pelas categorias e títulos, ver os itens em destaque, e obter detalhes com avaliações, revisões, capturas de tela e informações de preços.
A Windows Phone Store (substituindo a Windows Marketplace for Mobile), foi lançado junto ao Windows Phone 7 em Outubro de 2010, em alguns países. Em 4 de Outubro de 2010, o SDK do Windows Phone ultrapassou mais de meio milhão de downloads. No final do mês de fevereiro de 2013, a loja possuía mais de 130 mil aplicativos disponíveis. Com o lançamento da atualização Mango (Windows Phone 7.5), a versão web da loja foi revelado pela Microsoft, que oferece vários recursos como histórico de aplicativos instalados, instalação de aplicativos (over-the-air) para o dispositivo do usuário.
Em agosto de 2012, a Microsoft renomeou a "Windows Phone Marketplace" para "Windows Phone Store". A mudança foi visto em dispositivos Windows Phone e no site do Windows Phone, a seção da loja foi alterado para "Apps+Games".

## Preços e funcionalidades
A Windows Phone Store tem suporte para compras com cartão de crédito, pagamento dos créditos de operadora e conteúdo suportado por anúncios. A loja também dispõe de uma opção "try-before-you-buy", onde o usuário tem a opção de baixar uma versão de demonstração para testar antes de comprar. Outras funcionalidades são consideradas semelhantes ao antecessor da Windows Phone Store, o Windows Marketplace for Mobile. a Windows Phone Store tem 61 categorias divididas em 16 categorias principais e 25 subcategorias. Apps só podem ser colocados em uma categoria. A Windows Phone Store também contará com downloads de jogos 3D que terão conectividade com a Xbox Live e recursos integrados.
A capacidade de baixar um arquivo XAP para um computador também está presente, permitindo aos usuários instalar um aplicativo a partir de seu cartão SD se não tiver acesso à Internet está disponível.

### Desenvolvedores
Desenvolvedores precisam pagar uma taxa anual de US$99 (este, de acordo com Todd Brix, o Gerente Geral de aplicativos do Windows Phone e equipe da loja, está atualmente em uma promoção de US$19) para se tornar um membro e enviar aplicativos para a Windows Phone Store. Não há limite para o envios de aplicativos pagos. Há um limite de 100 envios para aplicativos gratuitos, a partir daí, há uma taxa de US$19,99 por envio de aplicativos gratuitos.